# Fiorella (equip ciclista)
L'equip Fiorella va ser un equip ciclista italià, de ciclisme en ruta que va competir de 1977 a 1978.

## Principals resultats
- Volta a Llevant: Bernt Johansson (1977)
- Coppa Bernocchi: Carmelo Barone (1977), Giovanni Battaglin (1978)
- Giro de l'Emília: Bernt Johansson (1978)
- Gran Premi de la Indústria i el Comerç de Prato: Bernt Johansson (1978)

### A les grans voltes
- Giro d'Itàlia
  - 2 participacions (1977, 1978)
  - 0 victòries d'etapa:

- Tour de França
  - 0 participacions

- Volta a Espanya
  - 0 participacions